# Buddy Longway
Buddy Longway es una serie de historietas del oeste del autor suizo Derib editada por  Lombard.
La primera historieta se inició en la revista Tintín en 1972 y otros 16 álbumes fueron publicados hasta 1987. En 2002 Derib retomó la serie con cuatro números más y anunció que el número 20, La Source, sería el último.
Tanto el guion como el dibujo son de un estilo realista.

## Argumento
La serie es una saga familiar ambientada en el siglo XIX cuyo protagonista principal es Buddy Longway, un trampero casado con una mujer Sioux llamada Chinook. A lo largo de la serie tendrán dos hijos: Jeremy y Kathleen. 
Longway vive en plena naturaleza y respeta la cultura de su mujer.

## Características
Longway es un personaje duro pero con corazón, que envejece visiblemente durante el transcurso de la saga. Derib comentó: "soy una persona emocional y se como transmitir eso al cómic." Derib hace de Longway un western inusual comparado con los de su época como Lucky Luke o El Teniente Blueberry: "Quería renovar el tópico de que el héroe debe ser perfecto, invencible o inmortal (e.g. Lucky Luke o Blueberry), así que mi idea era escribir sobre un tipo normal."
Derib dice estar muy orgulloso de Longway, pues casi lo considera como un hijo.